# Elisabeth Michailowna Romanowa

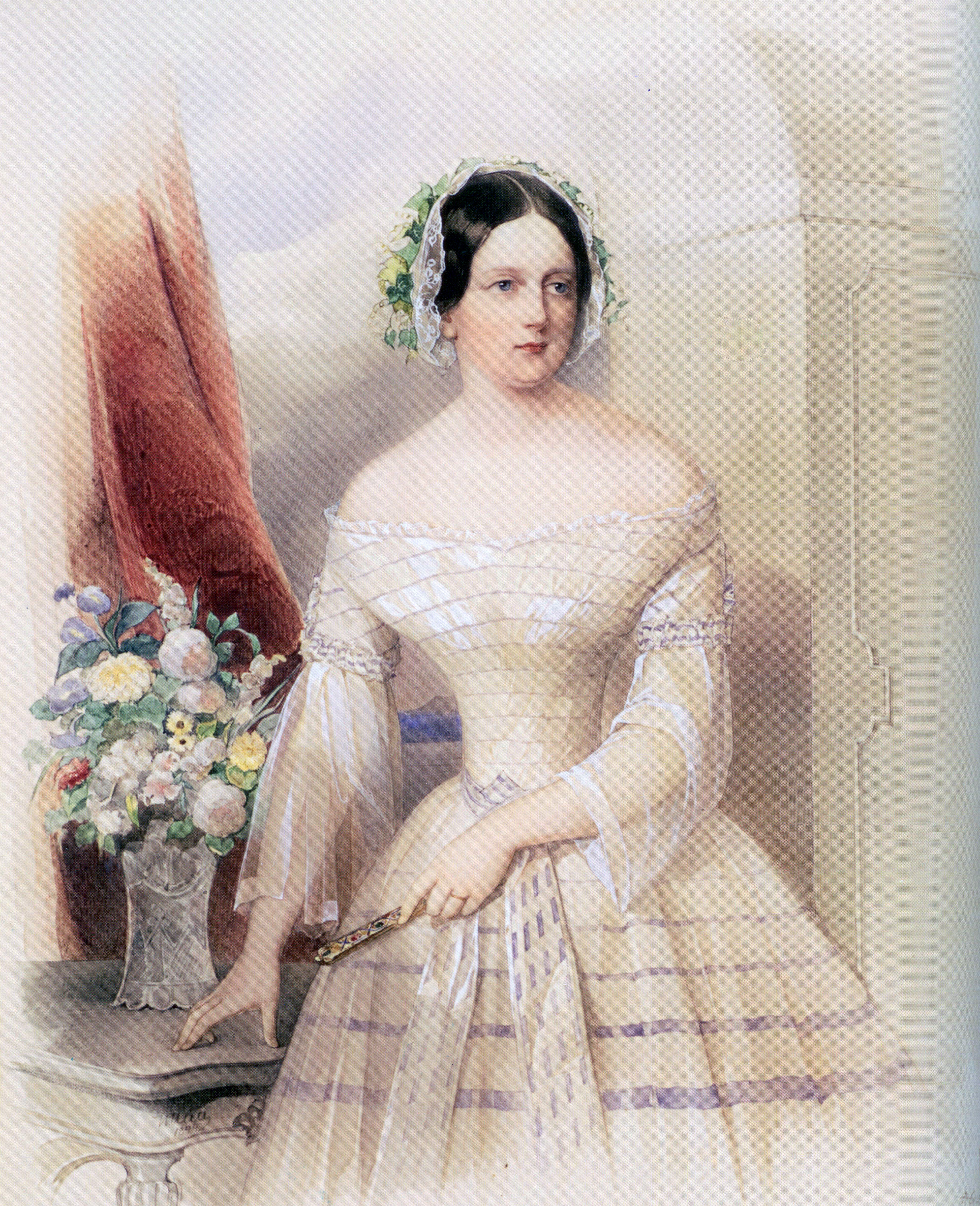
Großfürstin Elisabeth Michailowna Romanowa (gemalt von Woldemar Hau, 1844)

Elisabeth Michailowna von Russland (russisch Елизавета Михайловна Романова; * 14. Maijul. / 26. Mai 1826greg. in Moskau; † 28. Januar 1845 in Wiesbaden) war eine russische Großfürstin und Herzogin von Nassau.

## Herkunft
Sie wurde als Tochter von Großfürst Michael Pawlowitsch von Russland (1798–1849) und der Großfürstin Elena Pawlowna, geborene Prinzessin Charlotte von Württemberg, im Moskauer Kreml geboren. Über ihren Vater war Elisabeth die Enkelin von Zar Paul und Nichte der Zaren Alexander I. und Nikolaus I. Elisabeth wurde nach ihrer Tante, der Zarin Elisabeth Alexejewna und einer engen Freundin ihrer Mutter, benannt.

## Leben
Sie wuchs in Sankt Petersburg auf und war für ihre Schönheit bekannt. Im Jahre 1843 besuchte Herzog Adolf von Nassau, der spätere Großherzog von Luxemburg, Russland und traf Elisabeth zum ersten Mal. Adolfs Stiefmutter war Prinzessin Pauline von Württemberg, Elisabeths Tante mütterlicherseits. Adolf und Elisabeth verliebten sich und vermählten sich am 31. Januar 1844 in St. Petersburg. Elisabeth war 17 Jahre alt, Adolf bereits 26. Nach der Vermählung blieb das Paar kurze Zeit in Russland und übersiedelte anschließend in ihre Residenz nach Biebrich am Rhein bei Wiesbaden. Elisabeth, nun Herzogin von Nassau, war beim Volk sehr beliebt und das Paar lebte sehr glücklich miteinander.

## Tod

Jan Simon Voddiggel: Die Grab Kapelle der Herzogin Elisabeth von Nassau, um 1855, Gouache über Stahlstich

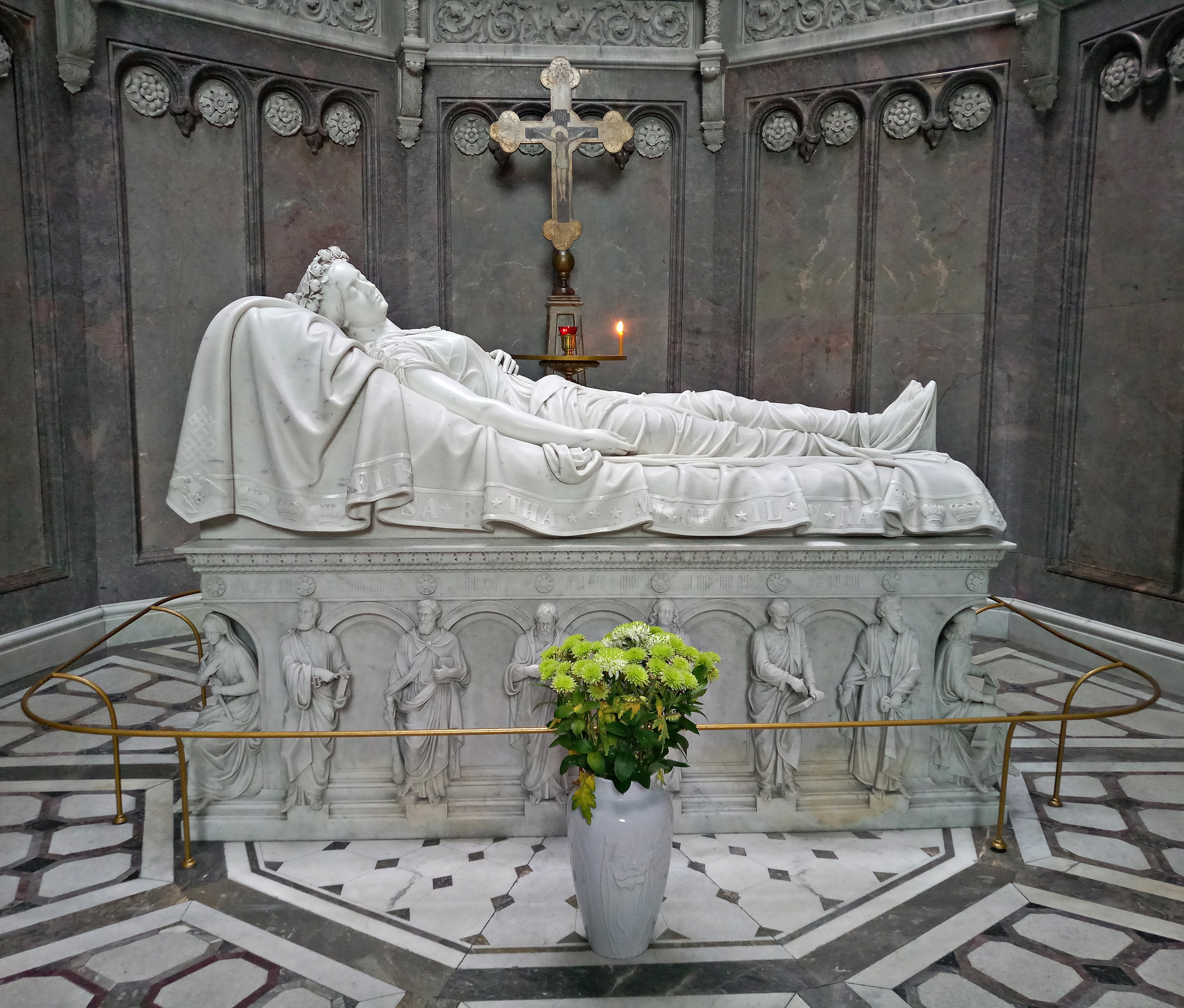
Russische Kirche Wiesbaden, Grab der Herzogin Elisabeth von Nassau

Im Januar 1845 starb Elisabeth bei der Geburt einer Tochter, die die Geburt ebenfalls nicht überlebte. Der tief trauernde Herzog ordnete die Errichtung einer Russisch-Orthodoxen Kirche in Wiesbaden an, der russisch-orthodoxen Kirche der Heiligen Elisabeth, die die Gebeine seiner geliebten Gattin aufnehmen sollte. Die orthodoxe Herzogin durfte nur an einer nach orthodoxem Ritus geweihten Stätte beigesetzt werden, weshalb die russische Gesandtschaftskapelle in der Rheinstraße ungeeignet war. Adolf wählte die Lage der Kirche auf dem Neroberg so, dass er sie von seiner Residenz aus sehen konnte. Die hohe Mitgift der Herzogin, ein Geschenk des Zaren für seine Nichte, wurde auf den frommen Wunsch des Herzogs Adolf hin und nach dem Willen des Zaren zum Bau der Kirche verwendet. Herzog Adolf schickte seinen Hofbaumeister Philipp Hoffmann vor dem Bau der Kirche in Elisabeths Heimat Russland, damit Hoffmann die dortige Kirchenbauweise studieren konnte.